# Cellule de Hargraves

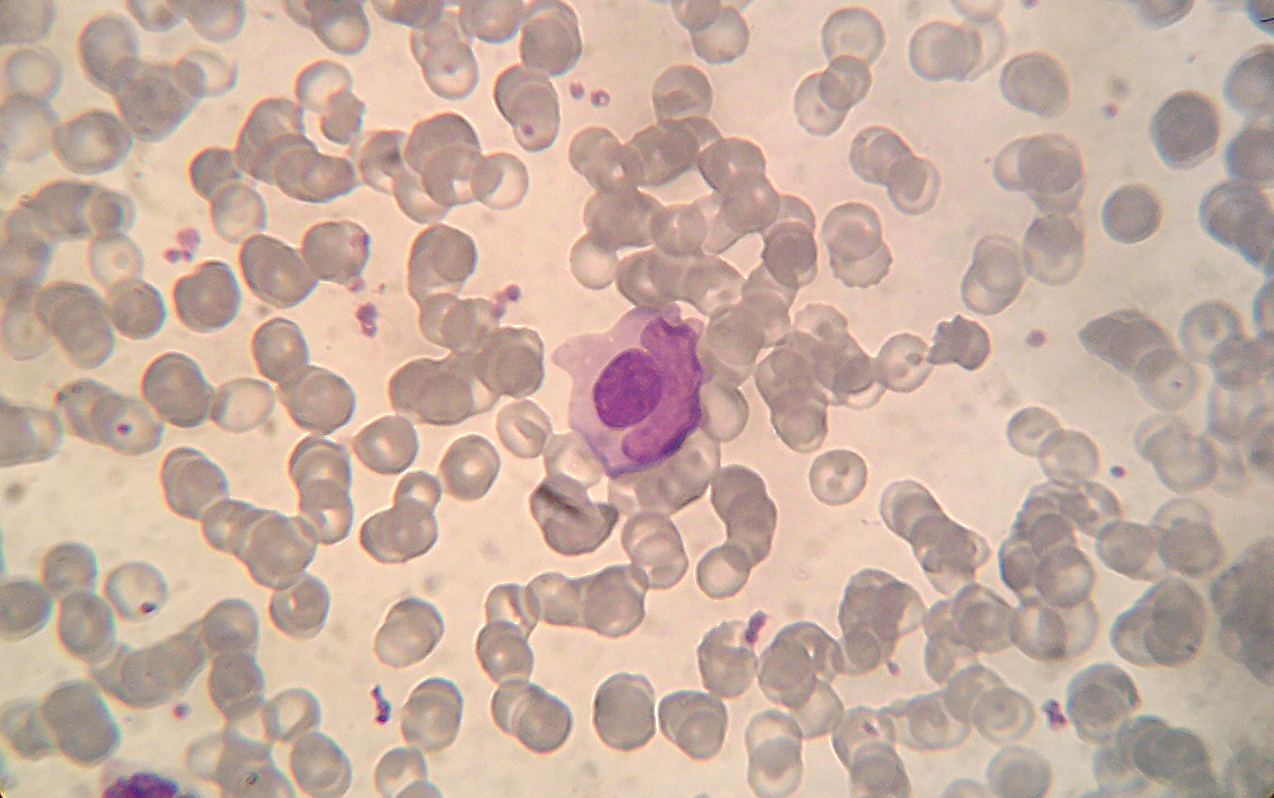
Microphotographie d’un macrophage qui a phagocyté un lymphocyte constituant une cellule de Hargraves (coloration de May Grünwald Giemsa).

La cellule de Hargraves ou cellule LE (parce que typique du lupus érythémateux disséminé) est un granulocyte (souvent de type neutrophile) qui a phagocyté le noyau altéré par des anticorps antinucléaires, d'une autre cellule.
Découverte en 1948 par le pathologiste américain Malcolm Hargraves (1903-1982), elle a  pendant près de 40 ans recherchée comme étant le test diagnostic de référence du lupus érythémateux disséminé (LED). En effet ces cellules étaient considérées comme pathognomoniques du LED ce qui n’est plus le cas depuis que le rôle des anticorps antinucléaires a été mis en évidence.
La cellule de Hargraves se constitue lorsqu’une cellule est altérée par des anticorps antinucléaires qui dégradent son noyau, ensuite de quoi le granulocyte pénètre la cellule altérée, quelle qu'elle soit (il peut s'agir d'un autre polynucléaire neutrophile), et en ingère le noyau qui constitue la grosse inclusion ronde fumeuse alors visible dans la cellule de Hargraves,.